# Сингуль Татарский
Сингуль Татарский — село в Ялуторовском районе Тюменской области. Административный центр Сингульского сельского поселения. Сибирско-татарское название села - Саель. 
Село находится на берегу озера Сингуль.
Сингуль с татарского переводится как прелестный, красивый, солнечный.

## Население
| 2010 | 2014 |
| ---- | ---- |
| 402  | ↗491 |

## Инфраструктура
- Музей
- Резиденция экс-губернатора Тюменской области Владимира Якушева[4]